# 석남사 삼층석탑
울주 석남사 삼층석탑(蔚州 石南寺 三層石塔)은 울산광역시 울주군 상북면, 석남사에 있는 남북국 시대 신라의 삼층석탑이다.
1972년 2월 12일 경상남도의 유형문화재 제22호로 지정되었다가, 1997년 10월 9일 울산광역시의 유형문화재 제5호로 재지정되었다.

## 개요
석남사 삼층석탑은 극락전 앞에 자리하고 있으며, 그 높이는 2.5m이다. 원래 대웅전 앞에 있었으나, 1973년 현재의 위치로 옮겨 세웠다. 석탑의 하층 기단은 여러 장의 판석을 이용하여 결구하고 사방에 안상을 조각하였다. 그 상부에는 4매의 판석으로 구성하여 상층기단을 올렸다. 기단의 면석에는 2개의 우주(隅柱)와 1개의 탱주(撑柱)가 새겨져 있다. 탑신석과 옥개석은 각각 하나의 석재로 구성되어 있다. 탑신석에는 양 우주가 정연하게 새겨져 있으며, 상층으로 갈수록 정연한 체감비를 느낄 수 있다. 옥개석의 하면에는 각형 4단의 옥개받침이 있으며, 상면에는 3단의 받침을 새겨 탑신석을 받고 있다. 정상에는 노반(露盤), 앙화(仰花), 보개(寶蓋) 등을 갖추고 있으며, 노반석 이상의 부재는 후대에 보수한 것이다.
석남사 삼층석탑은 전체적인 체감비가 우수하고, 표현기법 등을 고려할 때 9세기 후기에 건립된 것으로 추정된다.

## 같이 보기
- 석남사

## 참고 자료
- 울주 석남사 삼층석탑 - 국가유산청 국가유산포털